# Istituto Penale per Minorenni di Napoli
L'Istituto Penale per Minorenni di Napoli o Carcere minorile di Napoli è un complesso carcerario di Napoli maschile e femminile, attivo dal 1934 che accoglie minori (14/18 anni) e giovani adulti (18/25anni) italiani e stranieri, sottoposti a provvedimento restrittivo da parte delle Autorità Giudiziarie minorili. Situato nell'Isola di Nisida, è il più grande Istituto Penale Minorile della Campania. 

## Storia
Lo stabile, inizialmente un castello, fu costruito nel '500 da Giovanni Piccolomini, duca di Amalfi, che in quel periodo acquistò l'isola. Nel corso degli anni ha conosciuto varie trasformazioni: agli inizi del Seicento lazzaretto durante la peste, nella seconda metà del Seicento fu comprato insieme all'intera isola da un magistrato presidente della Real Camera, Domenico Astuto, che ottenne da Carlo II il titolo di marchese di Nisida e ne divenne l’ultimo proprietario privato fino a quando fu acquisita a possedimento pubblico nel 1814 da Gioacchino Murat, allora re di Napoli. 
Il regno borbonico nell’Ottocento adattò una colonia penale all'interno della torre di guardia. L'incarico di costruire il penitenziario fu affidato all'architetto Giuliano de Fazio, che aveva già progettato il lazzaretto e ristrutturato il porto. A forma circolare, conglobava la torre di guardia, era circondato da un doppio muro di cinta e comprendeva la caserma per la guardia di sorveglianza, l’alloggio per il comandante, i magazzini e i forni. Era in grado di ospitare 1110 forzati, sorvegliati da pochi soldati. I Borbone vi rinchiusero, oltre ai detenuti comuni, anche i prigionieri politici, tra i quali Michelangelo Forti, Michele Pironti e Carlo Poerio. 
Dopo la caduta dei Borbone, l’edificio continuò ad essere un penitenziario, ma con la dizione “Istituto di rieducazione per minori"; infine nel 1934 divenne istituto di pena per minorenni. 
Con decreto del 31 marzo 2003, il Ministero della Giustizia ha istituito in Nisida, nell’ambito del Dipartimento per la Giustizia Minorile, il Centro Europeo di studi sulla devianza e sulla criminalità giovanile, allo scopo di sviluppare insieme ai Paesi dell’Unione Europea, politiche di contrasto alla devianza ed alla criminalità minorile. 

## Descrizione
Il carcere si trova alla sommità dell’isola. La struttura è composta da vari fabbricati: in uno di questi trova posto l’ufficio della direzione e del personale mentre gli altri accolgono i detenuti. Diverse parti della struttura sono abbellite con maioliche e murales creati da noti street artist. L’istituto è organizzato in modo tale per cui i minori, man mano che si avvicinano al reinserimento nella società, vengono progressivamente trasferiti nelle sezioni più vicine all’uscita. La capienza regolamentare è di 70 posti (di cui 14 riservate al reparto femminile), a fronte di un centinaio circa di guardie penitenziarie, una decina di educatori, una trentina di volontari appartenenti a varie associazioni, due medici, sei infermieri e due psicologi.

## Cronaca
Il 13 gennaio 2017 due detenuti evadono dal carcere mentre insieme con altri compagni sono impegnati in attività organizzate nell’ambito dei programmi di recupero. 
Il 21 dicembre 2022 due detenuti evadono nel pomeriggio e sono ripresi dopo poche ore. 
Il 14 novembre 2023 scoppia una rivolta con diversi feriti tra agenti e minori. 
Il 3 aprile 2024 un giovane di 19 anni riesce a fuggire dal carcere ma viene arrestato nei Quartieri Spagnoli due settimane dopo. 
Il 20 dicembre 2024 due detenuti tentano la fuga ma sono catturati poco dopo. 
Il carcere ospita da molti anni eventi a scopo educativo all'interno delle sue mura. 
Nel 1989 il regista Nanni Loy realizza il film Scugnizzi, che narra le vicende di alcuni dei giovani detenuti del riformatorio, impegnati a realizzare un musical teatrale sotto la guida dell'attore Fortunato Assante. Nel 2001 i registi Claudio Mattone (musiche e testi) ed Enrico Vaime (prosa) portano in scena il musical teatrale C'era una volta... Scugnizzi utilizzando come cast artistico giovani attori provenienti dal carcere minorile di Nisida. 
Nel 2005 è stato inaugurato dall'Amatori Napoli Rugby un progetto di reinserimento sociale e di rieducazione, attraverso il rugby, di minori detenuti nel carcere minorile di Nisida. Tra i ragazzi del progetto 2006/07 quattro dei partecipanti oggi si trovano in club campani. 
Nel 2012 Franco Califano incide con Simone Cristicchi e il coro dei ragazzi del carcere minorile la canzone Sto a cercà lavoro, pubblicata su CD singolo, il cui ricavato viene versato in beneficenza. 
Nel 2016 il carcere è stato utilizzato per girare alcune scene del film Fiore, diretto da Claudio Giovannesi, anche se non ambientato in quel luogo. 
Il carcere è stato fonte d’ispirazione di “Mare fuori’’, fiction di successo in onda in streaming su RaiPlay, in tv su Rai 2 dal 2020 e su Netflix a partire dal 2022. 
Nel 2022 il regista Mario Vezza, al suo debutto alla regia, gira il film Desiré, che esce nel 2023, le cui riprese si sono svolte per la grande maggioranza all'interno del penitenziario minorile.